# Портер Тауншип (округ Лайкомінг, Пенсільванія)
Портер Тауншип (англ. Porter Township) — селище (англ. township) в США, в окрузі Лайкомінг штату Пенсільванія. Населення — 1528 осіб (2020).

## Демографія
Згідно з переписом 2010 року, у селищі мешкала 1601 особа в 673 домогосподарствах у складі 461 родини. Було 707 помешкань
Расовий склад населення:
| - 98,4 % — білих - 0,7 % — чорних або афроамериканців - 0,6 % — азіатів |

До двох чи більше рас належало 0,2 %. Частка іспаномовних становила 0,2 % від усіх жителів.
За віковим діапазоном населення розподілялося таким чином: 19,9 % — особи молодші 18 років, 61,0 % — особи у віці 18—64 років, 19,1 % — особи у віці 65 років та старші. Медіана віку мешканця становила 45,8 року. На 100 осіб жіночої статі у селищі припадало 96,2 чоловіків;  на 100 жінок у віці від 18 років та старших — 95,9 чоловіків також старших 18 років.
Середній дохід на одне домашнє господарство  становив 59 404 долари США (медіана — 48 040), а середній дохід на одну сім'ю — 66 671 долар (медіана — 61 250). Медіана доходів становила 44 813 долари для чоловіків та 30 938 доларів для жінок. За межею бідності перебувало 7,3 % осіб, у тому числі 5,7 % дітей у віці до 18 років та 6,0 % осіб у віці 65 років та старших.
Цивільне працевлаштоване населення становило 774 особи. Основні галузі зайнятості: освіта, охорона здоров'я та соціальна допомога — 21,2 %, виробництво — 14,2 %, роздрібна торгівля — 9,7 %, будівництво — 9,4 %.